# Fayence (Var)
Fayence ist eine französische Gemeinde mit 6.024 Einwohnern (Stand 1. Januar 2022) im Département Var in der Region Provence-Alpes-Côte d’Azur. Sie gehört zum Kanton Roquebrune-sur-Argens im Arrondissement Draguignan.

## Geographie

Fayence/Var

Fayence liegt am Rande der südlichen Voralpen, die sich auf dem Gebiet der Gemeinde bis auf 665 m erheben, am Rand einer zu den Plans de Provence zählenden, ausgedehnten Ebene. Geologisch ist der Boden zum Teil durch Kalkstein bestimmt, auf dem Eichen wachsen, in anderen Teilen herrscht der Granit vor, dort sind Korkeichen und Kiefern anzutreffen.

## Geschichte
Fayence wurde erstmals im Jahr 909 mit dem Namen Fagentia erwähnt. Im Jahr 1119 nennt eine Quelle den Ort Favenza. Der Name geht auf die lateinische Bezeichnung Faventia Loca (vorteilhafter Ort) zurück und deutet so bereits auf die Besiedelung in römischer Zeit hin. Im 12. Jahrhundert gab Alfons I. von Aragonien Fayence den Bischöfen von Fréjus zu Lehen, die dort ein Schloss errichteten, das bis ins 18. Jahrhundert stand, als es zerstört wurde, da man es für kostspielig und unnütz hielt.

## Tourismus

### Sehenswürdigkeiten
- Die Kirche St-Jean-Baptiste aus dem 18. Jahrhundert. Sie ist die Kirche der katholischen Pfarre Fayence, die von der Gemeinschaft Sankt Martin betreut wird.
- Das Château der Bischöfe von Fréjus stammt aus dem 12. Jahrhundert. Auf dem Glockenturm oberhalb der Schlossruine ist ein Aussichtspunkt mit einer Orientierungstafel eingerichtet, die einen Überblick über das Tal gibt.
- Die Kapelle Chapelle Notre Dame des Cyprès in der Talebene von Fayence stammt aus dem 15. Jahrhundert. Weiter oben im Dorf befindet sich die Kapelle Sankt Rochus.
- Das Tourismusbüro organisiert regelmäßig Führungen durch den alten Ortskern von Fayence.

### Museen
- Zwei öffentliche Brotbacköfen: Four du Mitan
- Bauernhofmuseum mit Mühlen aus vom 12. bis zum 17. Jahrhundert
- Museum für Ortsgeschichte der Vereinigung "UNe semaine en Août" (http://unesemaineenaout.blogspot.com)

### Freizeit

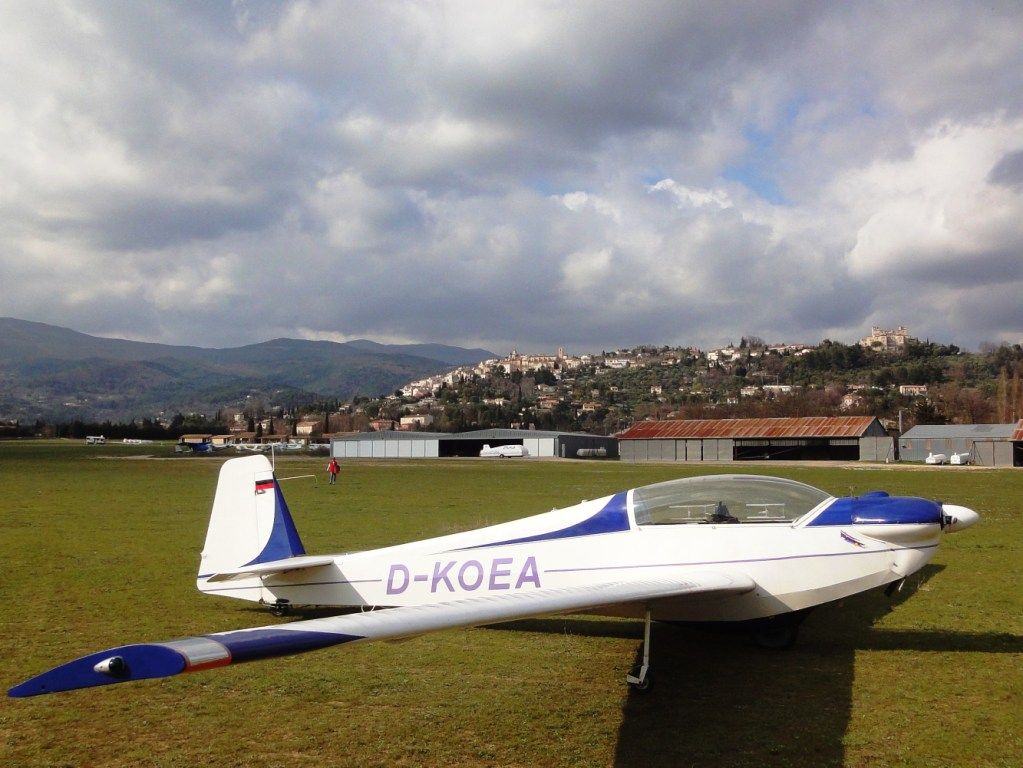
Ein Tandem-Falke in Fayence

- In Fayence befindet sich das erste europäische Segelflugzentrum. Der Flugplatz Fayence-Tourrettes feierte im Jahr 2005 sein 70-jähriges Bestehen. Der ansässige Verein (AAPCA) gehört zu den größten Segelflugvereinen Frankreichs. Fayence wurde u. a. segelfliegerisch berühmt, weil hier der Wellenflug für den Segelflug entdeckt wurde. Am 16. November 1947 entdeckte Daniel Soyez zufällig eine Wellenströmung, die ihn bis auf 3800 Höhenmeter trug. Jules Landi und Marcel Giovanini stiegen kurz darauf mit einer Castel 253 bis auf 6000 Meter. Kälte und Sauerstoffmangel zwangen sie zum Flugabbruch; aber Fayence war für den Wellenflug entdeckt und eine neue Dimension des Segelflugs begann, die auch bald die Segelflieger aus Deutschland anlocken sollte. So gelang es auch 1954 dem Deutschen Dieter Schmitt den Höhenrekord auf 7770 Meter in einem Doppelsitzer Ka2b aufzustellen.Dieter Schmitt (links) nach der Landung in Fayence mit der Ka 2b (D-8562 der FSG-Letzenberg-Malsch)

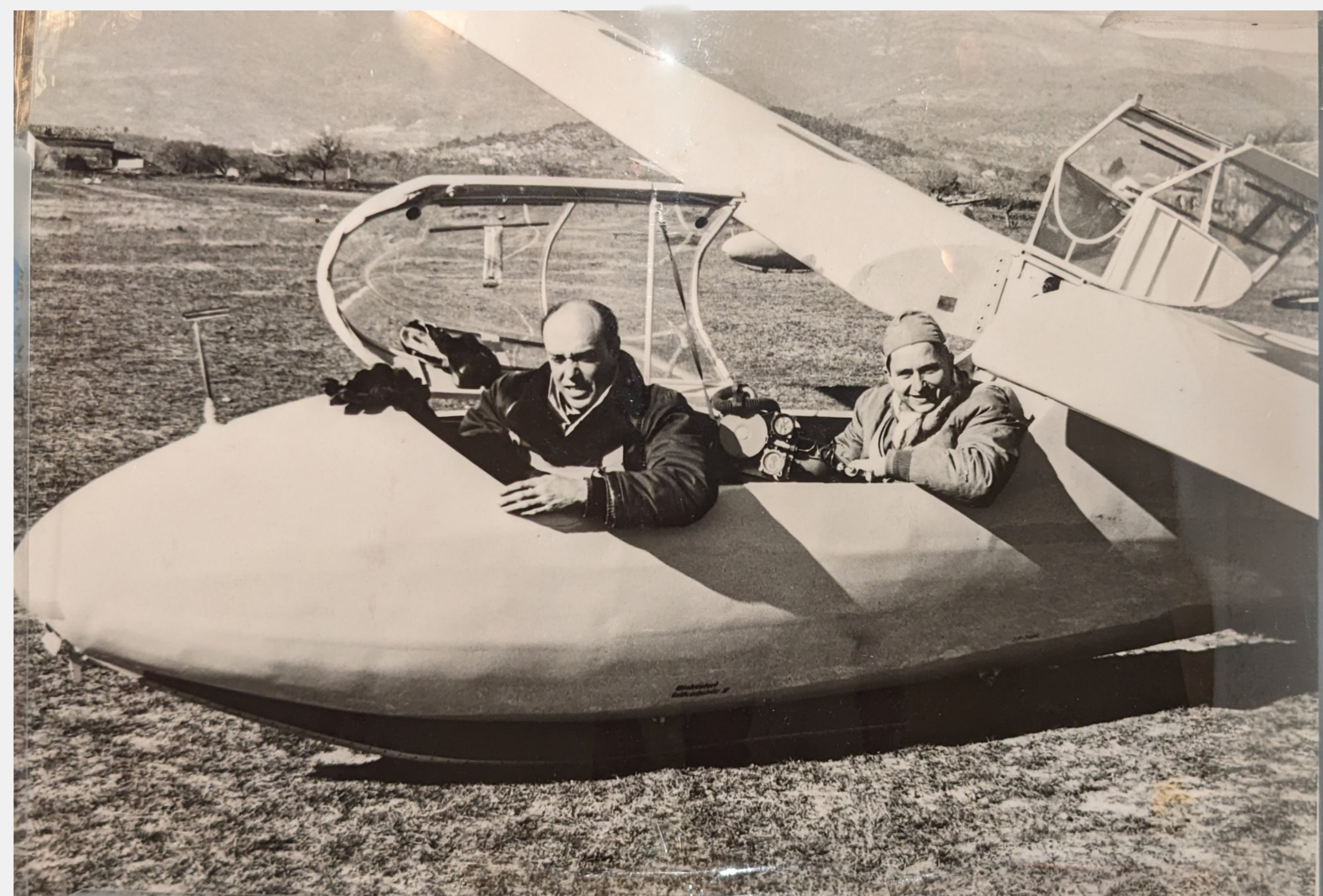
Dieter Schmitt (links) nach der Landung in Fayence mit der Ka 2b (D-8562 der FSG-Letzenberg-Malsch)

- Für Wanderer und Mountainbiker wurde ein ausgedehntes Netz an Wegen angelegt. Im Lac de Saint-Cassien finden Freunde des Tauchsports eine geeignete Infrastruktur. Darüber hinaus gibt es Angebote für Reiter, Canyoning und Entspannungsurlaub.

### Kultur
Im Lauf des Jahres werden zahlreiche Veranstaltungen und Ausstellungen organisiert:
- Die Fête du pain (Brot(erwerbs)fest) findet in ungeraden Jahren am ersten Sonntag des Julis statt. Die Bürger von Fayence kleiden sich, wie es vor hundert Jahren üblich war, zeigen altes Handwerk und alte Spiele. In allen Straßen des Ortes werden traditionelle Szenen und provenzalische Folklore aufgeführt.
- Das bedeutende Festival der Streichquartette (Festival de quatuors à cordes) findet in der letzten Oktoberwoche statt. Hier treffen sich die Streichquartette von Weltrang und geben Konzerte in den Kirchen des Pays de Fayence.
- Die Wallfahrt nach Notre-Dame-des-Cyprès mit dem traditionellen Farandole dauert vier Tage.

## Persönlichkeiten
- Henri Dulac, Mathematiker (geboren und gestorben in Fayence, 1870–1955)